# آرثر بيتشر كارلز
آرثر بيتشر كارلز (بالإنجليزية: Arthur Beecher Carles)‏ هو رسام أمريكي، ولد في 9 مارس 1882 في فيلادلفيا في الولايات المتحدة، وتوفي في 1952.